# Dobroïe outro
Dobroïe outro (russe : Доброе Утро, Bonjour) est une émission matinale de télévision russe diffusée par la Première chaîne (Perviy Kanal) depuis 1986.
Cette émission présente les nouvelles, des interviews, des talk-shows et la météo. Les  principaux présentateurs en sont Tatiana Vedeneïeva (1988-1996, 2000), Larissa Verbitskaïa  (1987-2014), Ekaterina Andreïeva (1992-1993), Andreï Malakhov  (1995-2001), Arina Charapova (2001-aujourd'hui), Ekaterina Strijenova (1997-aujourd'hui), Larissa Krivtsova (1997-2003), Alexandre Nevski (1999), Yana Chourikova (2002), Irina Apeximova (2006-2008), Boris Chtcherbakov (2007-2014) et Marina Kim (2014-aujourd'hui),. 

## Équipe
Le directeur du studio de Dobroïe outro est depuis 2008 Kirill Rybak, assisté de Marina Izvarina. Le réalisateur en chef est Youri Nikonov depuis 2006.

### Présentateurs
- Sergueï Babaïev
- Roman Boudnikov
- Irina Mouromtseva
- Anastasia Orlova
- Olga Ouchakova
- Evgueni Pokrovski
- Timour Soloviev
- Ekaterina Strijenova
- Anastasia Tregoubova
- Polina Tsvetkova
- Svetlana Zeïnalova
- Youlia Zimina

### Reporters
- Sergueï Abramov-Sotnik
- Margarita Ilyina
- Rouslan Iouniaïev
- Alexandre Jeleznov
- Dmitry Kouzmine
- Natalia Kovaleva
- Natalia Lioubtchenko
- Karina Makarian
- Svetlana Neimanis
- Elizaveta Nikichova
- Maria Ossadnik
- Anastasia Savelieva
- Anna Soldatova
- Olga Yakounina

## Rubriques

### C'est du cinéma
Cette rubrique est présentée par Ekaterina Mtsitouridzé. Elle parle des dernières sorties de films de la semaine, du box-office des films déjà en cours, des nouvelles de divers festivals de cinéma et récompenses, ainsi que des acteurs qui fêtent leur anniversaire cette semaine. 
Elle passe tous les mercredis et vendredis.

### Autodéfense
Son présentateur est Dmitri Talabouïev. Il montre diverses techniques d'autodéfense qui aident à se protéger contre les attaques, et parle également des règles de comportement dans diverses situations extrêmes. 

### Astuces utiles
Les présentateurs sont Dmitri Talabouïev, Alexeï Charapine, Irina Ermilova, Ilia Vassiliev, Arkadi Gritsevski, Youlia Izioumnikova, Aliona Boldyk, Mikhaïl Mikhaïline, etc. Elle paraît presque chaque jour.   

### Défi culinaire
Rubrique présentée par Maria Sourova. 
Dans chaque numéro, la présentatrice lance un défi culinaire - elle cuisine divers plats insolites et expose leurs recettes aux téléspectateurs. Jusqu'en 2020, la rubrique était parrainée par la chaîne d'alimentation Piaterotchka qui fournissait également des produits pour le tournage.

### Chiche!
Chiche ! (Слабо́?! slabo, interjection exprimant un défi) est une rubrique présentée par Anna Omeliouta qui avec une guest star organise diverses compétitions dans lesquelles elles se disputent la 1re place. Quel que soit le résultat, tous les invités de la rubrique reçoivent des médailles en chocolat.

### Astrologie
Auparavant cette rubrique se nommait « Les étoiles parlent ». On y parle de l'horoscope du jour.

### Matin smart
Présentée par Yana Tchourikova. Le sponsor de cette rubrique est l'opérateur mobile MTS. Elle traite de l'écosystème des services de MTS. De fin 2020 à 2021. 

### Qiestion féminine
Cette rubrique est présentée par Irina Mouromtseva. 
On y traite de différentes questions que peuvent se poser les femmes dans les relations familiales par exemple, l'éducation des enfants, la psychologie, etc. Elle s'est tenue de 2017 à 2019.

### Médecine populaire
Cette rubrique montre différentes méthodes de préventions et de soins populaires. Elle est parue de 2004 à 2020.    

### ОТК
Contrôle qualité (ОТК en russe Otdel tekhnitcheskovo kontrolia) est une rubrique présentée par Anton Privolnov (de 2003 à 2018). Depuis 2018, la rubrique est publiée avec la voix off d'autres correspondants de l'émission. On y traite de savoir comment bien choisir différents produits. À quoi doit-on faire attention à l'achat afin d'obtenir un article de qualité. 

### Le bonheur de manger
La présentatrice est Elena Tchekalova. Elle y expose diverses recettes culinaires. Cette rubrique a été présentée de 2009 à 2013, et était une émission indépendante en 2010-2011. 

### Histoires issues du terrain des enquêtes
Cette rubrique traite de différentes enquêtes de terrain dans lesquelles un détail a aidé à retrouver le criminel (par exemple, un emballage de bonbon tombé de la poche du criminel sur les lieux du crime, un bouton arraché à ses vêtements, etc.). Depuis 2020, toutes les histoires se déroulent à l'époque de l'URSS, et certaines choses importantes pour cette époque (un badge de pionnier, un billet de loterie, une affiche avec les symboles des jeux olympiques, etc.) aident à comprendre la mentalité du criminel ; l'histoire de l'affaire criminelle est également racontée. Avant 2016, cette rubrique s'appelait « Histoires de prêtoires » et racontait des affaires dans lesquelles des gens étaient accusés de quelque chose d'injuste, et un avocat expliquait comment faire appel de cette décision de justice. 

### Les résultats de la semaine
Itogui nedeli (Résultats de la semaine) est une rubrique présentée par Elizaveta Nikichova.
La rubrique est centrée sur des nouvelles inhabituelles, intéressantes, étonnantes et parfois drôles qui se sont produites au cours de la semaine. La rubrique a été présentée de novembre 2019 à mars 2021 tous les samedis. 

### Le marathon des bonnes nouvelles
Le marathon des bonnes nouvelles est présenté par Olga Yakounina. On y montre des vidéos envoyées par les téléspectateurs. Elles traitent des événements importants et intéressants de leur vie. 

### Une petite minute pour soi
Cetre rubrique traite de beauté en général, de cosmétique, de soin de la peau, de mode, de maquillage et de conseils féminins. Elle paraît tous les samedis depuis 2020.   

### Expert auto
Son présentateur est Evgueni Pokrovski. Il donne différents conseils aux automobilistes qui sont utiles pour l'entretien de leur voiture et des conseils pour conduire en pleine sécurité.

### Zoologie
Présentatrice: Assia Titova.
Dans cette rubrique, l'on donne des conseils variés pour ses animaux de compagnie: comment bien les nourrir, les soigner, s'en occuper, etc. La présentatrice est présente avec son chien Peluche. 

### Fitness
Cette rubrique montre différents exercices pour la gymnastique du matin. 

### Les nouvelles du sport
Cette rubrique est présentée par Victor Goussev, Dmitri Terekhov, Alexandre Sadokov. Autrefois, il y a eu pour la présenter Vladimir Topilski, Constantin Vybornov, Vladimir Gomelski et Maria Roumiantseva. 
Autrefois, cette rubrique s'appelait « Autour du sport ». On y traite de l'actualité du sport dans le pays et dans le monde et de tous les événements y afférents. 

### Météo
Elle est présentée par Lioudmila Parchina, Roman Wilfand et d'autres. 
Avant 2006, la météo était présentée toutes les 90 minutes,
et la météo du jour expliquée avec une voix off (en 1997-2002 et 2004-2006 : avec les principales sociétés de télévision Météo-TV dans ce cadre). Désormais la rubrique sort tous les lundis et parfois le vendredi et représente les prévisions météo pour la semaine à venir (et si le programme est diffusé le vendredi, alors pour le week-end et la semaine suivante). En même temps, des météorologues viennent au studio et discutent avec les présentateurs et répondent à leurs questions sur la météo chaque jour. 

### La vie des stars
Elle est présentée par Victoria Obolenskaïa. On y traite des nouvelles sur la vie privée de différentes personnalités « people », le plus souvent étrangères et en premier lieu américaines (anniversaires, mariages, divorces, scandales, etc.).  

### Premier programme
De septembre 2005 à août 2006, cette rubrique paraissait avant Dobroïe outro comme émission indépendante présentée par Anton Privolnov et Maria Grigorievna à propos des émissions les plus intéressantes du jour sur Perviy Kanal. Elle dure deux à trois minutes désormais dans Dobroïe outro. 

### Prévision des matchs de football
Cette rubrique a paru lors des Coupes du Monde de la FIFA 2014 et 2018 et du championnat d'Europe 2020 (tenu en 2021). La mascotte en 2014 est le mini cochon Nioucha, en 2018, l'ours Iakov Potapytch, en 2021 l'ours Dobrynia Nikititch qui donnent les prévisions et les résultats. Assia Titova est la présentatrice principale de 2018 à 2021.

### Mode de vie sain
Présentée par Darina Griboïedova. La rubrique explique comment mener une vie saine. Elle paraît le samedi depuis juillet 2021.